# Erik Crepaldi
 Erik Crepaldi  (nacido el 4 de mayo de 1990) es un tenista profesional de Italia, nacido en la ciudad de Vercelli. 

## Carrera
Su mejor ranking individual es el Nº 282, mientras que en dobles logró la posición 262 el 16 de noviembre de 2015.
No ha logrado hasta el momento títulos de la categoría ATP ni de la ATP Challenger Tour, aunque sí ha obtenido varios títulos Futures tanto en individuales como en dobles.